# 1867 Deiphobus
Az 1867 Deiphobus (ideiglenes jelöléssel 1971 EA) egy kisbolygó a Naprendszerben. Carlos Ulrrico Cesco és Samuel, A. fedezte fel 1971. március 3-án El Leoncitóban. A Jupiter pályáján keringő Trójai csoport tagja.